# Teijirō Toyoda
Teijirō Toyoda (豊田 貞次郎 Toyoda Teijirō ?,  7 de agosto de 1885 – 21 de noviembre de 1961) fue un almirante de la Armada Imperial Japonesa y ministro de Asuntos Exteriores de Japón en 1941.
Educado en la Universidad de Oxford, en 1940 fue nombrado viceministro de Marina del gobierno de Fumimaro Konoe, mostrándose partidario de que Japón firmara el Pacto Tripartito con la Alemania nazi y la Italia fascista, sobre todo porque eso supondría un incremento del presupuesto de la Armada Imperial. Poco después ocupó el cargo de ministro de Comercio e Industria y en julio de 1941 sustituyó a Yosuke Matsuoka al frente del Ministerio de Asuntos Exteriores, siendo el encargado de presionar al gobierno de Vichy para que permitiera la ocupación de toda la Indochina francesa, amenazando con el uso de la fuerza si se negaba. El 22 de julio los franceses cedieron y dos días después el presidente norteamericano Franklin D. Roosevelt respondió decretando el embargo de las exportaciones de petróleo a Japón, un momento decisivo en el camino hacia Pearl Harbor.
Durante los tres meses siguientes intentó llegar a un acuerdo con Estados Unidos que evitara la guerra, pero en octubre de 1941 todo el gobierno Konoe dimitió, y el nuevo primer ministro Hideki Tojo no lo renovó en el cargo.
Durante la Segunda Guerra Mundial dirigió la principal industria siderurgia del país, que había sido nacionalizada, y luego fue ministro de Transportes y Comunicaciones y de Armamento. Tras la rendición de Japón no fue procesado por el Tribunal de Tokio y se dedicó a la actividad empresarial.